# ووستوک (شهرستان ایشیمبایسکی، باشقیرستان)
ووستوک (انگلیسی: Vostok, Ishimbaysky District, Republic of Bashkortostan) یک شهرک در شهرستان ایشیمبایسکی استان باشقیرستان کشور روسیه است.